# Международный день гражданской авиации
Международный день гражданской авиации (на других официальных языках ООН: англ.  International Civil Aviation Day, араб. اليوم العالمي للطيران المدني‎, исп. Día de la Aviación Civil Internacional, кит. 国际民用航空日, фр.  Journée de l'aviation civile internationale) — праздник (международный день), отмечаемый ежегодно, 7 декабря, в день учреждения Международной организации гражданской авиации (ICAO).
По просьбе ICAO этот праздник в 1996 году установила Генеральная Ассамблея ООН.
Ранее, в 1992 году (Резолюция № A29-1), ICAO объявила этот праздничный день с целью обратить внимание на успехи гражданской авиации. Праздник стал отмечаться с 1994 года — года пятидесятилетия подписания Международной конвенции о гражданской авиации в Чикаго.
Генеральная Ассамблея ООН призвала правительства, международные и национальные организации предпринять шаги для празднования Международного дня гражданской авиации.
В Российской Федерации — России День гражданской авиации («день Аэрофлота») отмечают 9 февраля.